# Max Gerber
Max Gerber (* 21. April 1887 in Bern; † 14. Juli 1949 in Langenthal oder Zürich; heimatberechtigt in Langnau im Emmental) war ein Schweizer reformierter Geistlicher und Journalist.

## Leben
Max Gerber wurde als Sohn des Lebensmittelchemikers und Molkereibesitzers Niklaus Gerber am 21. April 1887 in Bern geboren. Von 1894 bis 1899 wurde er auf einer Alternativschule vorgebildet und besuchte die nächsten fünf Jahre in Zürich das Freie Gymnasium. Anschliessend ging er von 1904 bis 1906 zur dortigen Kantonsschule und bezog anschliessend die Universität Zürich, um die Rechtswissenschaften zu studieren. 1907 entschied er sich zum Theologiestudium.
Nachdem er 1909 die Matura für die griechische und die hebräische Sprache bestanden hatte, bezog er die Universität Berlin und danach die Universität Basel. Nun bestand er 1910/11 im Kanton Graubünden das Propädeutikum und setzte sein Studium an den Universitäten Marburg, Heidelberg und Zürich fort.
Im Juli 1912 nahm ihn schliesslich die evangelisch-rätische Synode auf, womit er im Freistaat der Drei Bünde als Pfarrer tätig sein durfte. So übernahm er im Folgejahr das Pfarramt in Feldis, Scheid und Trans. Unter anderem wollte er politische Veränderungen vornehmen, was ihn in Konflikt mit Teilen der Dorfgemeinschaft brachte, weshalb er 1919 demissionierte. Er plante zunächst, anschliessend Redaktor einer sozialistischen Zeitschrift in Zürich zu werden, übernahm jedoch im Frühling 1920 zunächst die Berner Pfarrgemeinde in Langenthal. Nebenbei gab er die Wochenzeitung Der Aufbau heraus. Gerber war Mitglied der SP.
1929 erfolgte die Abwahl von der Pfarrstelle in Langenthal, worauf sich Gerber nach Zürich zurückzog und sich in den verbleibenden 20 Jahren seines Lebens der Redaktion des Aufbaus widmete. Max Gerber verstarb am 14. Juli 1949 in Zürich im Alter von 62 Jahren.